# Antoni Portugalski
Antoni de Bragança port., António Francisco Xavier José Bento Teodósio Leopoldo Henrique de Bragança (ur. 15 marca 1695 w Lizbonie, zm. 20 października 1757 tamże) – infant portugalski.

## Życiorys
Urodził się jako trzeci żyjący syn króla Piotra II Spokojnego i jego drugiej żony królowej Marii Zofii. Jego starszym bratem był m.in. przyszły król Portugalii Jan V Wielkoduszny.
Infant Antoni zmarł bezżennie i bezpotomnie. Został pochowany w klasztorze São Vicente de Fora w Lizbonie.